# Свісспорарена
«Свісспорарена» (нім. «Swissporarena») — багатофункціональний стадіон у місті Люцерн, Швейцарія, домашня арена ФК «Люцерн».
Стадіон побудований протягом 2009—2011 років на місці колишнього стадіону «Аллменд». Відкриття планувалося на початок 2011 року, однак через затримки у процесі будівництва, арена була відкрита 31 липня 2011 року. Потужність арени під час матчів національного рівня становить 17 000 глядачів, з яких 3000 є стоячими, під час міжнародних — 16 000 глядачів. Під час концертів місткість стадіону може сягати 20 000 місць. Середня потужність арени визначається на 16 800 місць.
Стадіон є складовою міського спортивно-розважального комплексу, до якого також входять: критий плавальний басейн, магазин, фітнес-центр і двоповерхова спортивна зала. На території комплексу розташовані дві споруди готелю на 283 номери. Споруди сягають 77 та 88 метрів відповідно і є найвищими житловими спорудами країни.
У 2016 році арена була обладнана фотоелектричною системою на даху, яка займає площу 6862 м². Система генерує 900 тис. кВт·год електроенергії, що є еквівалентом річному споживанню 200 домогосподарствами або 900 осіб. Електроенергія подається в мережу загального користування. Система щорічно зменшує викиди CO₂ на 480 т.